# Stazione di Barcellona Francia
Stazione di Francia (in catalano Estació de França, in spagnolo Barcelona-Estación de Francia) è una stazione ferroviaria spagnola di Barcellona, capoluogo della Catalogna.
Appartiene all'Administrador de Infraestructuras Ferroviarias e, per traffico di lunga e media percorrenza, è la seconda stazione cittadina dopo Sants.
Dalla stazione di Francia partono quasi tutte le linee regionali della Catalogna e alcuni servizi di lunga percorrenza.
La stazione non è interessata all'arrivo in città dell'Alta Velocità Spagnola, attestata presso la citata Sants e Sagrera.
Dal 2006 la linea 10 della Cercanias di Barcellona parte dalla stazione di Francia e arriva fino all'Aeroporto di Barcellona.
A febbraio 2009 la Linea 2 delle Cercanias ha assorbito la linea 10, la stazione di Francia è però rimasta come terminal della linea R2-Sud (Sant Vicenç de Calders/Vilanova i la Geltrú).

## Servizi ferroviari

### Cercanías di Barcellona e Media Distancia Renfe
| Rodalies de Catalunya | Rodalies de Catalunya                         |
| Linea                 | Destinazione                                  |
| --------------------- | --------------------------------------------- |
|                       | Vilanova i la Geltrú / Sant Vicenç de Calders |
| Media Distancia Renfe |                                               |
| Linea                 | Destinazione                                  |
|                       | Lleida-Pirineus                               |
|                       | Reus Móra la Nova Flix Riba-roja d'Ebre       |
|                       | Cambrils Tortosa Vinaròs Valencia-Nord        |
|                       | Casp Saragozza-Delicias                       |

### Lunga percorrenza
Lo scalo è servito dai treni che provengono dalla Francia per giungere a Barcellona.
| Tipologia            | Destinazione           | Fermate intermedie                                                     | Note               |
| -------------------- | ---------------------- | ---------------------------------------------------------------------- | ------------------ |
| Catalán Talgo        | Montpellier-Saint-Roch | Gerona · Figueres · Portbou · Cerbere · Perpignano · Narbona · Béziers |                    |
| Trenhotel Pau Casals | Zurigo Centrale        | Gerona · Figueres · Perpignano · Ginevra · Losanna · Friburgo · Berna  | Gestito da Elipsos |
| Trenhotel Joan Miró  | Parigi Austerlitz      | Gerona · Figueres · Limoges · Orléans Les Aubrais                      | Gestito da Elipsos |